# Musée de Sens
Le Musée de Sens se situe dans la ville de Sens dans le département français de l'Yonne, en région Bourgogne-Franche-Comté. Créé au milieu du XIXe siècle, il accueille aujourd'hui une vaste collection d'objets et d'œuvres de toutes les époques et rassemble les collections de la Société archéologique de Sens, des donations (dont celle de la famille Marrey) et le trésor de la cathédrale Saint-Étienne de Sens.
Le musée est installé depuis 1985 dans l'ancien palais des archevêques de Sens qui jouxte la cathédrale et le palais synodal.

## Historique

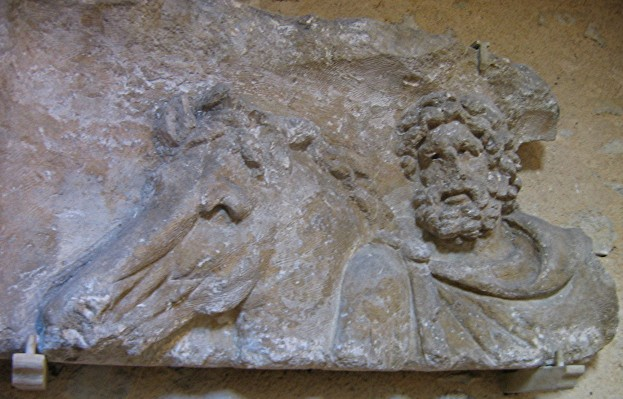
Bas-relief romain représentant Castor.

Le musée s'est originellement installé vers 1844 dans l'ancienne mairie de Sens, à l'hôtel Vezou. Il regroupait initialement une série d'œuvres issues des saisies révolutionnaires et d'une donation faite par Alfred Lorne, un notable de la ville. Dans le même temps, la Société archéologique de Sens est fondée pour veiller à la sauvegarde et à l’étude des blocs gallo-romains découverts dans les murailles de Sens.
Peu à peu, les collections se développant, il devient nécessaire d'agrandir l'hôtel Vezou et une nouvelle aile est construite et inaugurée en 1891. Elle offre au rez-de-chaussée une grande salle de lapidaire gallo-romain et au premier étage, une galerie pour les peintures et une salle consacrée à l'archéologie et à l’histoire naturelle.
En 1903, avec le déménagement de la mairie, le musée peut s'étendre ce qui lui permet d'accueillir de nouveaux objets. En 1950, grâce à une donation d'Augusta Hure le musée ouvre une section de préhistoire.
En 1985, le musée déménage vers l'ancien palais des Archevêques (classé monument historique) qui regroupe désormais les collections d'autres musées sénonais, notamment le trésor de la cathédrale de Sens, le palais synodal et les collections de la Société archéologique de Sens.

## Les collections du musée
Le musée regroupe : 
- une grande salle de lapidaire gallo-romain
- une consacrée à l'archéologie et l'histoire naturelle avec les collections pré- et protohistoriques enrichies régulièrement par les découvertes archéologiques dans la maison danubienne de Charmoy ou les structures funéraires monumentales de Passy (Yonne).
- le trésor de Villethierry comportant 847 bijoux de l'âge du bronze
- le trésor de Saint-Denis-lès-Sens composé de 242 monnaies gauloises en or (volé en juin 2012)
- la collection Lucien et Fernande Marrey comprenant des meubles conçus par le ferronnier d'art Raymond Subes (1891-1970)
- des céramiques de Jean Mayodon (1893-1967)
- des peintures flamandes et hollandaises de Pieter Brueghel le Jeune ou Abel Grimmer
- des sculptures médiévales
- deux bronzes de Rodin
- une grande toile de Louis Joseph Watteau nommée "La visite à la ferme"
- des peintures du XVe au XIXe siècle (Guido Reni, Louis Cretey, Delorme, Georges-Antoine Rochegrosse), ainsi que des œuvres contemporaines d'artistes de la région.
- le trésor de la cathédrale de Sens, constitué de la chapelle privée des archevêques, de l'ancien "Trésor d'en haut" et de la tribune (donnant sur le chœur de la cathédrale). Il renferme des collections célèbres, dont les tissus anciens constituent le fonds le plus original avec des étoffes persanes et byzantines (suaires de saint Siviard, sainte Colombe et saint Loup) et des vêtements liturgiques (chasuble de saint Ebbon, les vêtements sacerdotaux de Thomas Becket[2] et de saint Edme).

### Les collections préhistoriques
Dans le musée de Sens, toutes les collections sont classées chronologiquement dans les salles.
- Première salle : Paléolithique
- Deuxième salle : Néolithique
- Troisième salle : âge du bronze et âge du fer

La période paléolithique commence il y a environ 3 millions d’années.
Cette salle inclut une vitrine avec des silex trouvés sur le site de Marsangy, situé sur la rive gauche de l’Yonne. Il y a 10 000 ans, des Magdaléniens (groupe d’hommes, habitant à Marsangy) y firent halte : ils accompagnaient un troupeau qui avait besoin de boire et voulait se reposer. Ils y établirent donc leur campement provisoire. Des vestiges s’étendent sur une cinquantaine de mètres le long de la rivière. Sur ce périmètre on trouve un camp de chasse saisonnier avec quelques restes osseux (mal conservés) et six structures d’habitation (trouvées lors des fouilles de 1972 et 1981). Les hommes ont laissé des amas de débitage sur le terrain, ce qui laisse penser qu'ils ont été attirés par les facilités d’approvisionnement en silex. Ces éclats de pierre nous apprennent beaucoup sur leur façon de tailler, qui était très méthodique. Pour fabriquer leurs outils ils utilisaient  seulement le cœur de la pierre ; les contours de la pierre n’étaient pas utilisés et restaient sur le lieu où l’outil avait été fabriqué.
La plus grande salle est divisée en deux parties, correspondant aux époques de l'âge du bronze et l'âge du fer.

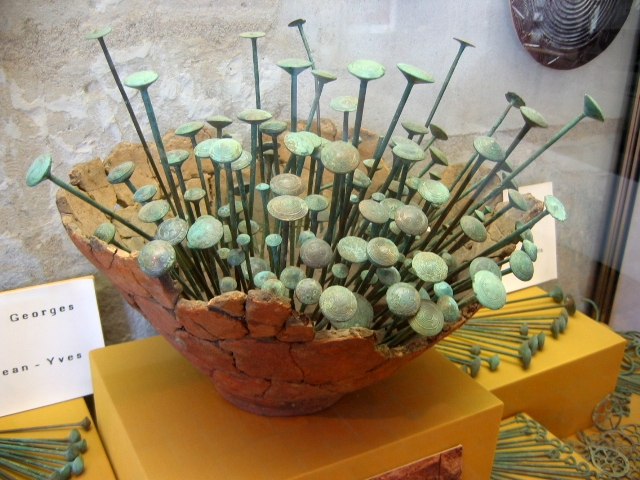
Le trésor de Villethierry.

La plus importante trouvaille visible dans cette salle est le « Trésor de Villethierry ». Il s'agit d'un pot contenant des épingles de bronze, retrouvé par hasard quand un maître d'école demanda à chaque élève de sa classe d'amener des objets anciens de l'époque de leurs grands-parents. L'un d'entre eux amena quelques épingles inédites. Le professeur intrigué lui demanda où il avait trouvé ces épingles. L'élève lui dit que cela venait de son grand-père (M. Letteron) qui, en labourant ses champs de betteraves, trouva ces épingles - qui l'énervaient, puisqu'elles trouaient les pneus de son tracteur. C'était en juin 1969. Le professeur montra cette pièce intrigante à un archéologue, qui se rendit compte de sa valeur ; des recherches plus poussées furent effectuées. Il y a en tout 488 pièces uniques en leur genre, car elles ont chacune un dessin différent au bout de leur tête (des cercles principalement) ; elles sont gravées à l'aide d'un tour, à une époque (environ 1 000 ans av. J.-C.) où cette technique était inconnue dans la céramique. C'est ce qui lui donne autant de valeur. Outre ces 488 épingles, le trésor comprend 22 fibules, 41 pendentifs, 71 bracelets, 244 bagues et 1 pincette.

### Collections gallo-romaines

#### Lesstèles funéraires

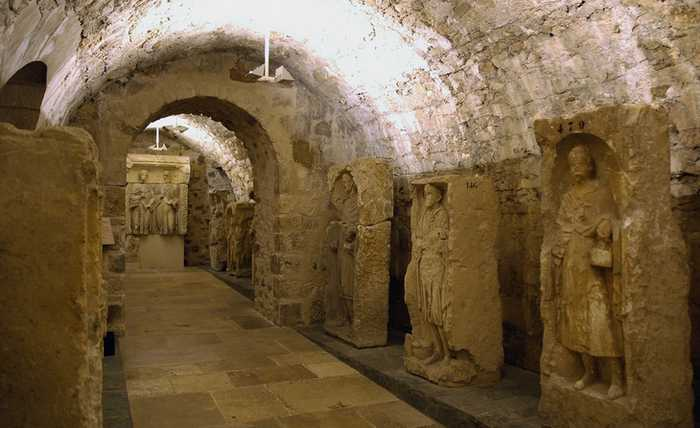
L'allée des stèles funéraires gallo-romaines.

La salle est située dans les souterrains du musée de Sens. Elle se compose d'une quarantaine de stèles entières, d'une dizaine de fragments de stèles et d'épitaphes. Sur ces stèles on peut voir différents personnages avec différents statuts sociaux : citoyens et non-citoyens, ouvriers, personnes nobles, etc.

Des familles, des époux, des hommes seuls et parfois plusieurs personnes sont représentés sur une même stèle.
Les individus présents sur ces stèles ont souvent avec eux un objet qui leur est cher ou qui les représente (épée, bourse, objet de travail).
Dans cette salle on peut également trouver des épitaphes comme celle d'un gladiateur datant de la fin du IIIe siècle av. J.-C.
On peut voir également différentes vitrines, représentant plusieurs métiers de l'époque comme le travail du tissu (ciseaux de l'époque), travail du bois (flèches), travail de l'argile (poteries), travail du métal ou la vie quotidienne (objets de toilettes et parures).
- Stèles des " Deux époux âgés " :

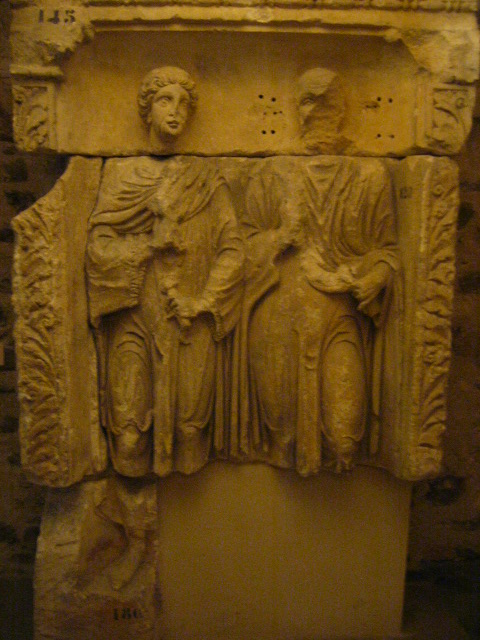
La stèle des deux époux âgés.

Cette stèle est la plus grande de la salle, ce qui montre l'importance de ces deux personnages. Les deux époux se tiennent debout ; ils portent des toges et devaient donc être citoyens gallo-romains. Tout autour de ces stèles, des servantes qu'ils devaient employer, ce qui montre que ces deux époux devaient être nobles. Cette stèle funéraire du IIIe siècle a probablement été réalisée par les soins de leur fils Atilius Pompeianus.
- Stèle du forgeron :

Cette stèle funéraire du IIe siècle mesure 1,02 m et est de taille moins conséquente par rapport à la "stèle des deux époux âgés", car la personne enterrée bénéficiait de moins de moyens. Sur cette stèle est représenté un forgeron (peut-être coutelier ou chaudronnier). Il est debout et s'apprête de son marteau à forger une bande de métal sur une enclume. Derrière lui, dans le fond de la niche, sont suspendus ses outils. À ses pieds, un chien tient un lièvre en arrêt. Sur le haut de cette stèle est écrit « D.M MEMOR BELLICCI BELLATOR... » ce qui veut dire "Au dieux et à la mémoire de Bellicus fils de Bellador".

### Les sculptures
- Louis-Ernest Barrias, buste d'Amédée Dechambre, plâtre, 1885[5].

## Trésor de Sens
Le trésor de la cathédrale de Sens se trouve dans le musée de Sens, dont il garnit l'une des plus prestigieuses salles ; cette salle est accolée à la cathédrale, dont on peut voir l'intérieur depuis une grande fenêtre. Il inclut étoffes anciennes, reliquaire d'orfèvrerie, coffret d'ivoire, vases précieux, livres...
La Sainte Châsse, d'ivoire, d'émaux champlevés sur cuivre doré est destinée à contenir la couronne du Roi. C'est un coffre luxueux, dur et de grande taille, rare pour un objet fait à base de défenses d'éléphant au Moyen Âge. La Sainte Châsse fut probablement fabriquée dans l'Empire byzantin au XIIe siècle. Ce trésor  est  l'un des éléments les plus précieux et importants de la Salle du Trésor.
La croix reliquaire de la « Vraie croix » est faite d'argent, de vermeil (argent doré), de pierres, de perles et de perles de verre. Elle a été fabriquée par l'orfèvre Poussielgue-Rusand en 1873.
La Sainte Coupe est une orfèvrerie argentée et dorée, ciselée, à motifs, fondue et soudée. Ce vase sacré est une double coupe d'argent doré complété d'un pied en doucine, adapté en couvercle avec une tige, elle aussi en doucine. Cette  coupe remarquable est un emblème du Trésor. Elle aurait été réalisée en Angleterre, dans la seconde moitié du XIIe siècle. Elle a été inscrite dans l'inventaire du Trésor en 1446. Au-dessus de la Sainte Coupe se trouve le pavillon de celle-ci ; ce dernier est de cuivre argenté, symbolisant le ciel. Il date du XVIIe siècle et vient probablement d'une autre église.
La Sainte Couronne ou Couronne du Christ est la couronne d'épine, posée sur la tête du Christ avant sa crucifixion, évoqué par les premiers Pères de l'Église comme Clément d'Alexandrie ou Origène. Faisant partie des reliques attribuées à Jésus, elle devient un symbole chrétien important et notamment une des reliques de la Sainte-Chapelle. Le 10 août 1239, elle fit une entrée solennellement à Villeneuve-l'Archevêque (alors en Champagne) accompagnée du roi de France Saint Louis, de son frère Robert Ier d'Artois et de leur mère Blanche de Castille. Le 11 août eut lieu l'office de Sens car l'archevêque de Sens portrait le titre de « Primat des Gaules et de Germanie », Paris dépendant de l’Église métropolitaine de Sens. Le trésor abrite une partie de la couronne d'épines donnée par saint Louis.
La vitrine d'orfèvrerie contient plusieurs croix (dont la croix reliquaire provenant de l'abbaye de Pontigny dans l'Yonne, argentée et dorée, avec pierres et de filigranes, du XIIIe siècle), une couverture de livre de luxe, des crosses, des pyxides, des châsses, des anneaux pastoraux, deux éléments d'agrafes tréflés, des fibules, des chandeliers, des plats, des calices et un bénitier portatif.
La vitrine d'émaux (religieux) possède des plaques en émail représentant des profils de personnes importantes (empereurs, saints et vierges) ou des événements importants datant du XVIe ou XVIIIe siècle.
La vitrine contenant la collection de l'abbé Georges Brillot possède des crucifix, des calices et une patère, datant de 1889 à 2001.

### Tapisserie des trois couronnements

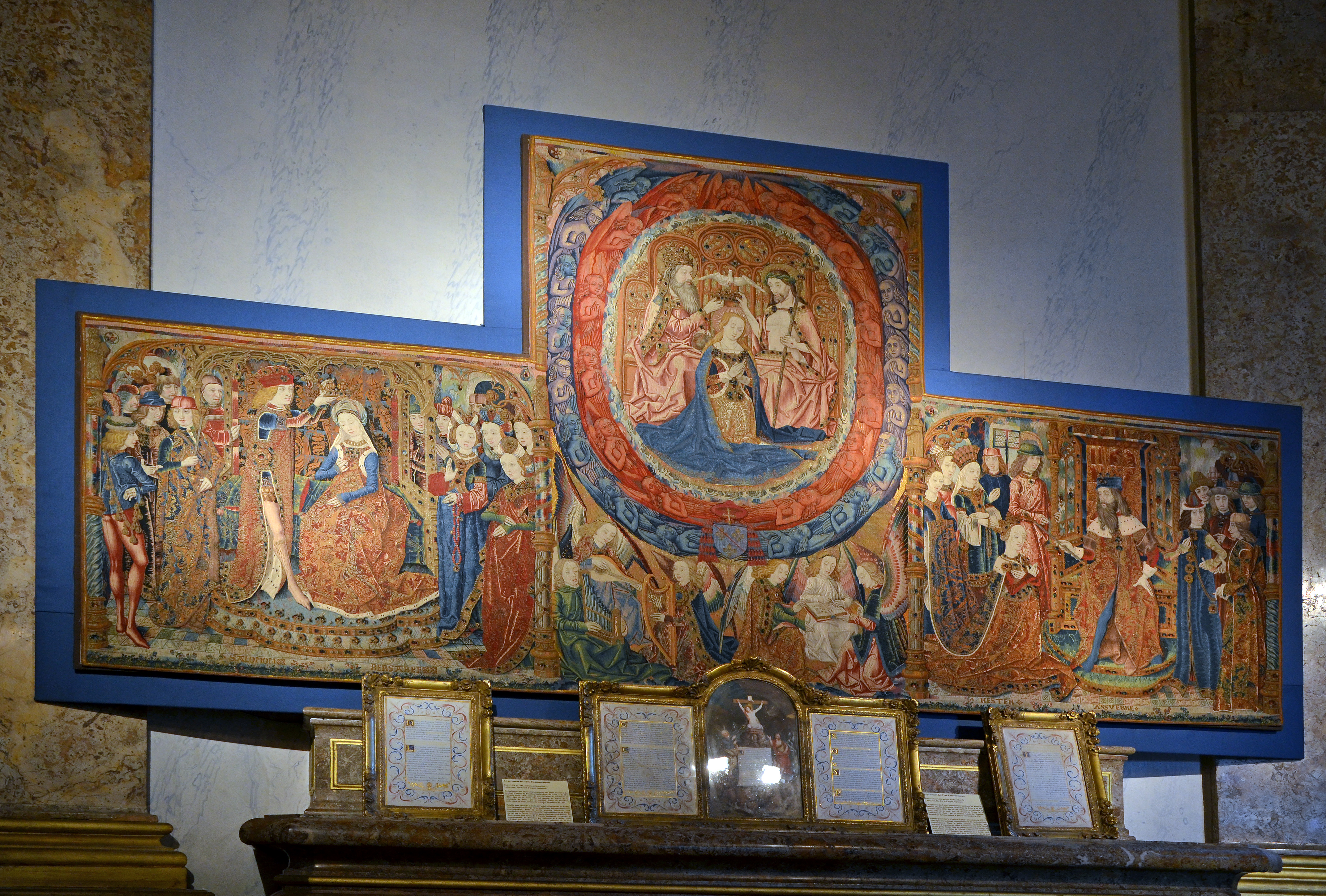
La Tapisserie des 3 couronnements

Elle est composée de matières rares, comme la soie (dont le transport depuis la Chine coûtait très cher) ainsi que de fil d'or et d'argent. Elle fut probablement réalisée entre 1476 et 1488 dans un atelier de Bruxelles. C'est une commande faite par la famille de Bourbon plus précisément le cardinal Charles de Bourbon, archevêque de Lyon. À sa mort, en 1488, la tapisserie fut donnée au trésor de Sens par Louis de Bourbon, archevêque de Sens.
L'œuvre est faite en forme de croix, avec au centre la représentation de la Vierge lors de son couronnement, accompagnée de Jésus et de son Père, ainsi que du symbole de la colombe qui représente la pureté religieuse et relie les deux visages masculins.
Ces personnages sont contenus dans une forme ovale appelée mandorle. Elle est colorée de rouge et de bleu et parée d'anges avec des visages différents. Ils accentuent le côté sacré de la Trinité. 
On peut apercevoir en bas de cette mandorle le blason de la famille de Bourbon, que l'on reconnaît grâce aux trois fleurs de lys de la famille royale.
Dans la partie gauche, on note l'élégance des personnages, le raffinement des costumes, la finesse du tissage. C'est une illustration du couronnement de Bethsabée (mère de Salomon (Bible)) qui va recevoir la couronne royale des mains de son fils. Les personnages présents autour du trône font partie de la cour du roi : ils expriment plusieurs sentiments comme l'étonnement, l'inquiétude et pour certains la sérénité. Cette scène est tirée du Livre des Rois dont les premiers chapitres racontent la succession du roi David et servent de préambule à l'histoire de Salomon. Les femmes sont séparées des hommes. 
Vêtu de rouge et, selon une coutume fréquente à l'époque, l'archevêque se serait fait représenter sur la tapisserie, non pas dans l'attitude figée du donateur, mais parmi les membres élégants et richement habillés de la cour de Salomon, semblables à ceux de la cour royale qu'il aimait à fréquenter.

## Annexe